# 邢寰
邢寰（1474年—1526年），字伯宇，一字伯輿，號孔江，湖廣黃州府蘄州黃梅縣人，軍籍，明朝政治人物。

## 生平
弘治十一年（1498年）戊午科湖廣鄉試第七十九名舉人，正德三年（1508年）中式戊辰科會試第二百八十一名，三甲第一百七十一名進士。授刑科給事中，十一年（1516年）十月升兵科右給事中，十三年（1518年）三月升工科左給事中，八月升禮科都給事中，累有疏諫，有直聲，嘉靖元年（1522年）謫廣德州判官，升太平府同知，四年（1525年）升南昌府知府，五年（1526年）卒於官。

## 家族
曾祖邢仕聰；祖父邢暹，贈長洲縣知縣；父邢纓，雲南按察司副使。母李氏（封孺人）；繼母操氏。具慶下。弟邢完、邢寀、邢寵。